# Rue (Girl in Red)
Rue è un singolo della cantante norvegese Girl in Red, pubblicato il 28 agosto 2020.

## Tracce
1. Rue – 3:36